# 15392 Budějický
15392 Budějický eller 1997 TO19 är en asteroid i huvudbältet som upptäcktes den 11 oktober 1997 av den tjeckiske astronomen Lenka Kotková vid Ondřejov-observatoriet. Den är uppkallad efter radio-astronomen Jaromír Budějický.